# 华兴镇 (重庆市)
华兴镇，是中华人民共和国重庆市铜梁区下辖的一个乡镇级行政单位。

## 行政区划
华兴镇下辖以下地区：
惠民社区、犀牛村、茯苓村、三塘村、香山村、明月村和团林村。